# Gårdsjö älgpark
Gårdsjö älgpark är en svensk älgpark i Heby kommun, Uppsala län, grundad 2007. 

## Verksamhet
Gårdsjö älgpark grundades av Leif Lindh och hans sambo Ilona Carlengård 2007 på Gårdsjö, deras släktgård sedan tre generationer. Gården är belägen vid Vansjö, några kilometer från Morgongåva i Heby kommun.
Från starten 2007 bestod älgparken av två älgar och 16 ha mark. Under 2014 utökades älgparken till 25 ha mark. I februari 2022 hade parken 12 älgar.
Älgparken erbjuder guidade visningar i älghägnen där besökarna åker i traktordragna vagnar. Älgparken har även ett café och en butik.
Våren 2018 uppmärksammades Gårdsjö älgpark då älgkalven Olivia flyttat in hos ägarparet efter att den stötts bort av sin mamma. Bland annat spreds en video av när älgkalven åt tulpaner i parets kök på sociala medier.
Gårdsjö älgpark är en del av landsbygdsturismområdet Fjärdhundraland. Älgparken utsågs 2019 till vinnare i kategorin Bästa upplevelsen av turismwebbplatsen turistmål.se.